# Centrosema bellum
Centrosema bellum är en ärtväxtart som beskrevs av Josep Vigo Bonada. Centrosema bellum ingår i släktet Centrosema och familjen ärtväxter. Inga underarter finns listade i Catalogue of Life.